# Морозов, Михаил Константинович
Михаил Константинович Морозов (род. 16 апреля 1960, Единцы, Молдавская ССР, СССР) — советский футболист и тренер, игрок ярославского «Шинника».

## Биография
Родился в городе Единцы Молдавской ССР. Выступал на детских футбольных турнирах «Кожаный мяч» за команду из Молдавии. В профессиональном футболе дебютировал в составе ярославского «Шинника» в 1981 году.
Всего в составе «Шинника» провёл 11 сезонов, сыграл 336 матчей и забил 3 мяча. Был капитаном команды. В составе ярославцев стал победителем Международного турнира «Аэрофлот» в Чили. За сборную РСФСР выступал на международных турнирах, забил матч в Кубке короля Таиланда.
После окончания карьеры игрока работал на руководящих должностях в коммерческих организациях. В 1999 году стал вице-президентом «Шинника». С 1999 по 2007 год был на различных административных должностях клуба, также отвечал за селекцию. Занимался агентской деятельностью, с 2013 по 2018 год с перерывами занимал пост заместителя директора «Шинника».